# The Crazy World of Arthur Brown
Об альбоме см.The Crazy World of Arthur Brown (альбом)
The Crazy World of Arthur Brown — британская психоделик-рок-группа, основанная певцом Артуром Брауном в 1967 году. Также в состав группы вошли: Винсент Крейн (орган Хаммонда), Дрэчен Тикер (ударные) и Ник Гринвуд (бас-гитара).
Их песня «Fire» (выпущенная в 1968 году в виде сингла) стала хитом в Великобритании и в США. «Fire» разошёлся тиражом более одного миллиона копий и получил статус золотого.

## История
Браун — обладатель голосового диапазона в четыре октавы, но привлекал внимание публики в первую очередь эпатажным поведением на выступлениях. На первом же выступлении группы на Виндзорском фестивале 1967 года он надел на голову дуршлаг, смоченный метанолом, который затем был подожжён. На последующих выступлениях он также повторял трюк с горящим шлемом, во избежание ожогов и трагического исхода двое приглашённых зрителей вовремя обливали шлем Брауна водой, а также бывало и пивом. Со временем трюк «пылающая голова» стал визитной карточкой Артура Брауна. Иногда он во время исполнения даже раздевался догола, как случилось на концерте в Италии, где после исполнения трюка с горящими волосами он был арестован, а затем депортирован. Также Браун облачался в специфический яркий макияж, сходный с которым впоследствии использовали такие исполнители как: Элис Купер, Питер Гэбриэл, Джордж Клинтон, Брюс Дикинсон и многие другие.
В 1968 году одноимённый дебютный альбом The Crazy World of Arthur Brown стал хитом по обе стороны Атлантики. Продюсером альбома был менеджер The Who Кит Ламберт, а исполнительным продюсером — Пит Таунсенд (альбом записан на лейбле Track Records, основанном Ламбертом и Крисом Стампом). В состав альбома вошли такие песни, как хит «Fire», вышедший также в формате сингла, и кавер-версия хита Скримина Джея Хокинса «I Put a Spell on You». Было продано миллион копий «Fire», так что он получил статус золотого. Первая строчка песни «I am the God of Hellfire» с тех пор неоднократно использовалась другими исполнителями, самое известное цитирование — в песне The Prodigy 1992 года «Fire/Jericho», а также в «Lord of the Game» Death Grips 2011 года.
«Зажигательные» выступления Брауна иногда вызывали проблемы. В одном из туров Браун ждал заката, пока его группа играла, и затем спускался на середину сцены на лебёдке, одетый в костюм и сварной шлем из листового металла. Части костюма полностью горели в жидкости для зажигалок и бенгальских огней. Вследствие этого Браун получил репутацию человека, который всегда на грани поджога сцены, из-за чего некоторые организаторы концертов требовали внести залог, если он не мог доказать, что надлежащим образом застрахован от вышедшего из под контроля огня и убытка от пламени.
В 1968 году по причине авиафобии Тикер был заменён барабанщиком Карлом Палмером (позже играл в Atomic Rooster, Emerson, Lake & Palmer и Asia), который играл во время вторых американских гастролей группы 1969 года, во время которых клавишник Винсент Крейн также оставил коллектив, но, правда, впоследствии вернулся.
Группа фактически распалась в июне 1969 года во время тура по США. Крейн и Палмер основали группу Atomic Rooster, Гринвуд (известный как Шон Николас во время пребывания в составе CWOAB) ушёл в группу Khan (под именем Ник Гринвуд), Тикер стал играть в группе Love, а потом перешёл в Rustic Hinge, Браун создал новую группу Kingdom Come.
В 2000 году группа возродилась и выпустила альбом Tantric Lover.

## Состав
Текущий состав
- Артур Браун — вокал (1967—1970, 2000-настоящее)
- Джим Мортимор — бас-гитара, гитары, бэк-вокал (2000-настоящее)
- Сэмюел Уолкер — ударные, бэк-вокал (2000-настоящее)
- Люси Реджичертова — клавишные, синтезаторы (2000-настоящее)
- Малькольм Дик — цифровой художник, видеопроекция (2000-настоящее)
- Z-Star[англ.] — вокал, гитары, клавитара, клавишный бас[англ.], перкуссия (2000-настоящее)
- Нина Громиак — гитары (2011-настоящее)

Дополнительный персонал
- Энджел Фаллон — танцор (2000-настоящее)
- Нита Педерсен — дизайнер, художественное оформление (2000-настоящее)

Бывшие участники
- Шон Николас Гринвуд — бас-гитара (1967—1970)
- Винсент Крейн — орган (1967—1969; умер в 1989 году)
- Дрэчен Тикер — ударные (1967—1968; умер в 1992 году)
- Карл Палмер — ударные (1968—1969)
- Джефф Кётлер — ударные (1969—1970)
- Дик Ханингем — орган (1969)
- Пит Солли — орган (1969—1970)

## Дискография
Студийные альбомы
- 1968: The Crazy World of Arthur Brown
- 1988: Strangelands [планировавшийся 2-й альбом группы] (записан в 1969 году)
- 2000: Tantric Lover (CD, UK, Voiceprint Records[англ.])
- 2003: Vampire Suite (CD, UK, Track Records[англ.])[11]
- 2007: Voice of Love (CD, Zoho Music)[12]
- 2013: Zim Zam Zim
- 2019: Gypsy Voodoo

Концертные альбомы
- 1993: Order From Chaos
- 2011: The Crazy World of Arthur Brown Live At High Voltage (выпущен ограниченным тиражом на виниле тиражом в 1000 копий, записан на High Voltage Festival[англ.])

Синглы
| Год  | Песня                                                | Высшая позиция в чартах | Высшая позиция в чартах | Высшая позиция в чартах | Высшая позиция в чартах | Высшая позиция в чартах | Высшая позиция в чартах | Высшая позиция в чартах | Релиз                            |
| Год  | Песня                                                | UK                      | US                      | BEL                     | SWI                     | GER                     | NETH                    | AUS                     | Релиз                            |
| ---- | ---------------------------------------------------- | ----------------------- | ----------------------- | ----------------------- | ----------------------- | ----------------------- | ----------------------- | ----------------------- | -------------------------------- |
| 1967 | «Devil’s Grip» b/w «Give Him a Flower»               | —                       | —                       | —                       | —                       | —                       | —                       | —                       | Track 604008 UK                  |
| 1968 | «Fire» b/w «Rest Cure»                               | 1                       | 2                       | 3                       | 3                       | 3                       | 4                       | 7                       | Track 604022 UK Atlantic 2556 US |
| 1968 | «Nightmare» b/w «Music Man» (aka «What’s Happening») | —                       | —                       | —                       | —                       | —                       | —                       | —                       | Track 604026 UK                  |
| 1968 | «I Put a Spell on You» b/w «Nightmare»               | —                       | —                       | —                       | —                       | —                       | —                       | —                       | Track 2582 US                    |

Музыкальное видео
| Год  | Песня                 | Режиссёр             |
| ---- | --------------------- | -------------------- |
| 2016 | «The Formless Depths» | Джон Байрон Хенди IV |